# Новик Анатолій Матвійович
Новик Анатолій Матвійович (нар. 17.07.1949, с. Дніпровське, Чернігівський район, Чернігівська область, УРСР) — український політик, народний депутат України, засновник "НВК «Екофарм».

## Біографія
1975 року закінчив Київський політехнічний інститут за спеціальністю «інженер-електрик».
У 1975—1984 роках працював на виробничому об'єднанні «ЗахідЕВМкомплекс» в Києві на посадах інженера, старшого інженера, старшого виконроба, начальника лабораторії, головного інженера. У 1984—1987 роках був старшим інженером, Київського інформаційно-обчислювального центру Головнафтохімпрому УРСР. У 1987—1990 роках працював регулювальником у Вишгородському дослідному заводі «Карат», заступником голови кооперативу «Карат», головним конструктором Українського республіканського НВО «ВЕМА-ФІД» у місті Київ.
З 1990 до 1995 року очолював мале підприємство «Селена», а також був комерційним директором та президентом, Торгового дому «ВЕМА»
З червня 1995 до березня 1996 року — радник Прем'єр-міністра України Євгена Марчука. У 1997—1998 роках був головою наглядової ради АТЗТ «Українська прес-група». У 1998 році також був президентом компанії «Грандпромінвест», яку пов'язували з Юрієм Гайсинським.
У 1999—2002 роках був народним депутатом України.
У 1998 році заснував ТОВ "НВК «Екофарм», президентом якого став. Станом на 2015—2018 рік є головою спостережної ради підприємства. У 2015 році заявив, що підприємство розробило унікальний препарат проти вірусу раку шийки матки. У 2018 році заявив, що взяв на роботу Андрія Слюсарчука.
Співавтор патенту «Спосіб одержання біологічно активної речовини для профілактики і лікування патологічних станів, спосіб одержання фармакологічної композиції на основі біологічно активної речовини та спосіб лікування злоякісних пухлин за допомогою фармакологічної композиції».

## Політична діяльність
У грудні 1996 року очолив Київську міську організацію Селянської партії України, а також став заступником голови партії. Балотувався на Парламентських виборах 1998 року від блоку Соціалістичної та Селянської партій, був 16-м номером у списку, обраний до парламенту. У Верховній Раді 3-го скликання входив до фракції Соціалістичної партії (червень-липень 1998), був позафракційним (липень-жовтень 1998), членом фракції Селянської партії (жовтень 1998 — листопад 1999), членом групи «Трудова Україна» (листопад 1999 — листопад 2001), членом фракції партії «Єдність» (листопад 2001-квітень 2002). Був головою підкомітету з питань економічної реформи, матеріально-технічного та медикаментозного забезпечення системи охорони здоров'я Комітету з питань охорони здоров'я, материнства та дитинства (липень 1998-лютий 2000), надалі був першим заступником голови цього комітету.
На виборах до Верховної Ради 2002 року балотувався у виборчому окрузі № 207 Чернігівської області як безпартійний самовисуванець. Отримав 9,56 % голосів виборців, зайнявши третє місце з 21 кандидата.
З травня 1998 року до грудня 1999 року — радник Прем'єр-міністра України Валерія Пустовойтенка (на громадських засадах).